# Lhuntse

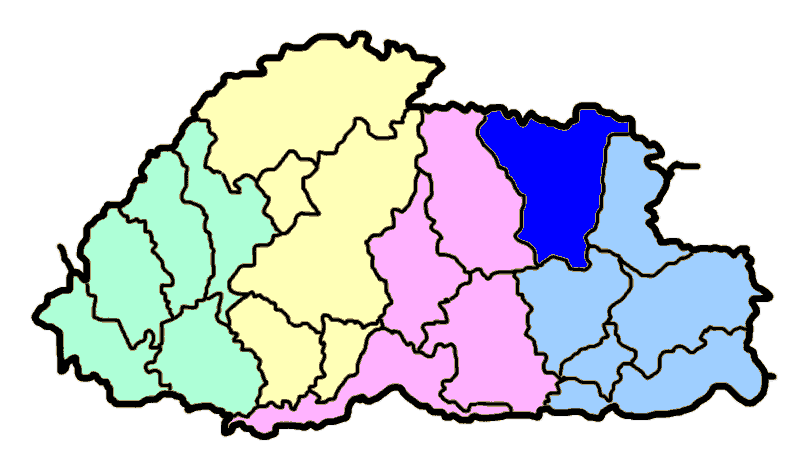
Districtul Lhuntse

Lhuntse este un district din Bhutan. Are o suprfață de 3.462 km² și o populație de 27.800 locuitori. Districtul Lhuntse este divizat în 8 municipii.